# Noche sin cielo
Noche sin cielo és una pel·lícula de drama bèl·lic espanyola del 1947 dirigida per Ignasi F. Iquino, coautor del guió amb Juli Coll i Claramunt basat en la història de Joan Lladó Bausili.

## Sinopsi
Un grup d'espanyols residents a les Filipines supervivents dels camps de concentració japonesos s'embarquen al vaixell Plus Ultra per tornar a Espanya. Un cop arriben a Barcelona narren als periodistes les seves peripècies com a testimonis directes de l'horror.

## Repartiment
- Juan de Landa	...	Federico
- José Nieto	...	Julio
- Félix de Pomés	...	Esteban
- Fernando Fernán Gómez	...	Emilio
- Maruchi Fresno	...	Rosa
- Ana Mariscal 	...	Cortinilla
- María Martín	...	Dorothy
- Francisco Melgares...	Paco
- Consuelo de Nieva...	Carmen
- Adriano Rimoldi	 ...	Pare Lorenzo
- Carlos Agostí

## Producció
Es tracta d'una pel·lícula ambientada en la Segona Guerra Mundial i que formava part d'una campanya del govern franquista destinada a fer oblidar la col·laboració espanyola amb el Tercer Reich i els seus aliats. Va ser rodada a Barcelona en un espai tancat del qual anaven sortint els presoners per a ser interrogats i torturats. Actualment no es conserva cap còpia de la pel·lícula.

## Premis
La pel·lícula va aconseguir un premi econòmic de 250.000 ptes, als premis del Sindicat Nacional de l'Espectacle de 1947.